# 羅斯福鎮區 (堪薩斯州第開特縣)
羅斯福鎮區（英語：Roosevelt Township）為美國堪薩斯州第開特縣轄下的鎮區。2010年美国人口普查中此鎮區人口有18人。

## 地理
羅斯福鎮區涵蓋總面積為93.0平方（35.92平方英里），其中陸地面積為93.0平方（35.89平方英里），水域面積為0.078平方（0.03平方英里）或0.08%。海拔高度804（2,638英尺）。

## 人口統計
根據2010年美國人口普查，羅斯福鎮區人口有18人，其中男性有11人，女性有7人，人口密度為每平方公里0.19人，住房計17戶。鎮區內的白人有18人，非裔美國人有0人，美洲原住民有0人，亞裔美國人有0人，太平洋島裔美國人有0人，其他種族有0人，混血種族則有0人。此外鎮區內有0人為西班牙裔或拉丁裔美國人。此鎮區之年齡中位數為49.5歲，而男性年齡中位數為47.5歲，女性年齡中位數為50.8歲。

## 交通

### 主要公路
- 36號美國國道